# New World Computing
New World Computing, Inc., также известная как NWC, — бывшая американская компания-разработчик и издатель компьютерных игр. Основана в 1984 году Джоном Ван Канегемом (Jon Van Caneghem) и Марком Калдвелом (Mark Caldwell). Наиболее широко известна как разработчик и издатель популярной серии ролевых игр Might and Magic и её ответвлений, в особенности Heroes of Might and Magic. Компания была приобретена 3DO в 1996 году. В 2003 году, с банкротством 3DO, New World Computing также исчезла. В том же году компания Ubisoft купила права на серию Might and Magic и серию Heroes of Might and Magic за 1,3 миллиона долларов.

## Сотрудники компании
В 2006 году Джоном Ван Канегемом и бывшим вице-президентом Electronic Arts в области онлайн-игр Ларсом Батлером (Lars Buttler) основана компания Trion World Network, базирующаяся в Калифорнии и занимающаяся разработкой и изданием игр. Тим Ланг, проработавший в компании с 1996 года до её закрытия и бывший ведущим дизайнером Might and Magic IX ныне работает в EA, там же нашли пристанище и множество других работников NWC. Несколько человек, перешли на работу в Liquid Entertainment.
Помимо них, в компании работали такие люди как Дэвид Муллич (David Mullich), возглавлявший разработку игр серии Heroes of Might and Magic. Он проработал в компании с 1997 по 2003 год, после закрытия компании перешел на работу в Activision, а сейчас является Операционным директором VirtuePlay. Гус Смедстад (Gus Smedstad), ведущий дизайнер и программист игры Heroes of Might and Magic IV, программировавший AI игры Heroes of Might and Magic III: The Restoration of Erathia, после закрытия компании ушел в Tilted Mill Entertainment . Грег Фултон (Greg Fulton) ведущий дизайнер Heroes of Might and Magic III: The Restoration of Erathia.

## История компании
Изначально компания была создана для издания игры Might and Magic Book One: The Secret of the Inner Sanctum для платформы Apple II, родоначальника и поныне разрабатываемой серии Might and Magic (часто сокращаемой до M&M). В 1988 году NWC выпустила Might and Magic II: Gates to Another World на той же платформе. Затем в 1989 году компания выпускает сатирическую игру Nuclear War, использовав в качестве основы карточную игру Flying Buffalo. Хотя это не принесло существенных дивидендов, но позволило NWC попробовать себя на ином поприще нежели РПГ. В 1990 году Джон Канегем создает игру King’s Bounty для того же Apple II, которая позже привела к созданию серии Heroes of Might and Magic. Чего, правда, по утверждению самого Джона, не случилось бы, не настаивай на этом его жена. Только в 1992 году New World Computing выпустила игру для PC, это была третья игра из серии Might and Magic — Might and Magic III: Isles of Terra. Выпустив Might and Magic IV: Clouds of Xeen и Might and Magic V: Darkside of Xeen для ПК в 1992 и 1993 годах соответственно, New World Computing достигла того что не удавалось никому с тех пор, как и до того. Если обе игры устанавливались на один и тот же жёсткий диск, то можно было перемещаться между двумя мирами игр, и получить доступ к новым предметам, не имевшимся отдельно ни в одной из игр. Начиная с 1993 года компания окончательно утверждается как разработчик стратегий, выпуская Empire Deluxe и её варианты. В 1994 году выходит Hammer of the Gods, глобальная стратегия о временах викингов, и Iron Cross, стратегия на тему Второй мировой войны. С 1995 года начинается история серии Heroes of Might and Magic (известная аббревиатура — HoMM), с выходом первой её части — Heroes of Might and Magic I. В том же году выходит комиксовый скроллер Wetlands. В следующем году компания выпускает Heroes of Might and Magic II: The Succession Wars, которая не сильно отличалась от первой, но принесла компании больший финансовый успех. В этом же году NWC перешла во владение 3DO. Новые владельцы сохранили руководящий пост за Джоном Канегемом, сделав из компании обособленное подразделение, однако отныне именно руководство 3DO определяло дальнейшее направление разработок. В 1997 году были выпущены только два продолжения ко второй части HoMM — Heroes of Might and Magic Compendium и Heroes of Might and Magic II: The Price of Loyalty. В 1998 году компания выпускает золотое издание второй части HoMM и продолжение M&M — Might and Magic VI: The Mandate of Heaven, ставшей первой игрой серии, выполненной в трёхмерной графике. 1999 год был отмечен выпуском Heroes of Might and Magic III: The Restoration of Erathia и Might and Magic VII: For Blood and Honor. Далее NWC под давлением руководства 3DO, испытывавшей финансовые трудности, занималась лишь разработкой дополнений и продолжений к двум своим самым известным играм. Из последних релизов компании стоит отдельно отметить лишь спорную и выпущенную сырой Heroes of Might and Magic IV, вышедшую в 2002 году. Несмотря на сжатые сроки и тяжелые условия разработки, игра имела успех.

## Игры New World Computing
| Название                                                   | Дата релиза | Разработчик | Издатель |
| ---------------------------------------------------------- | ----------- | ----------- | -------- |
| Might and Magic: The Secret of the Inner Sanctum           | 1986        | Да          | Да       |
| Might and Magic II: Gates to Another World                 | 1988        | Да          | Да       |
| Nuclear War                                                | 1989        | Да          | Нет      |
| Tunnels & Trolls: Crusaders of Khazan                      | 1990        | Да          | Да       |
| King's Bounty                                              | 1990        | Да          | Да       |
| The Faery Tale Adventure                                   | 1991        | Частично    | Нет      |
| Joe and Mac                                                | 1991        | Частично    | Нет      |
| Planet's Edge                                              | 1991        | Да          | Да       |
| Might and Magic III: Isles of Terra                        | 1991        | Да          | Да       |
| Might and Magic IV: Clouds of Xeen                         | 1992        | Да          | Да       |
| Spaceward Ho!                                              | 1992        | Нет         | Да       |
| Empire Deluxe                                              | 1993        | Нет         | Да       |
| Empire Deluxe Scenarios                                    | 1993        | Нет         | Да       |
| Might and Magic V: Darkside of Xeen                        | 1993        | Да          | Да       |
| Might and Magic: World of Xeen (дополненное издание)       | 1994        | Да          | Да       |
| Hammer of the Gods                                         | 1994        | Нет         | Да       |
| Inherit the Earth: Quest for the Orb                       | 1994        | Нет         | Да       |
| Iron Cross                                                 | 1994        | Да          | Да       |
| Zephyr                                                     | 1994        | Да          | Да       |
| Multimedia Celebrity Poker                                 | 1995        | Да          | Да       |
| Heroes of Might and Magic                                  | 1995        | Да          | Да       |
| Anvil of Dawn                                              | 1995        | Нет         | Да       |
| Swords of Xeen                                             | 1995        | Нет         | Да       |
| Wetlands                                                   | 1995        | Нет         | Да       |
| Mind Games                                                 | 1995        | Нет         | Да       |
| Spaceward Ho! IV                                           | 1996        | Нет         | Да       |
| Chaos Overlords                                            | 1996        | Нет         | Да       |
| Empire II: The Art of War                                  | 1996        | Нет         | Да       |
| Wages of War                                               | 1996        | Нет         | Да       |
| Heroes of Might and Magic II: The Succession Wars          | 1996        | Да          | 3DO      |
| Heroes of Might and Magic II: The Price of Loyalty         | 1997        | Нет         | 3DO      |
| Might and Magic VI: The Mandate of Heaven                  | 1998        | Да          | 3DO      |
| Might and Magic VII: For Blood and Honor                   | 1999        | Да          | 3DO      |
| Heroes of Might and Magic III                              | 1999        | Да          | 3DO      |
| Heroes of Might and Magic III: Armageddon's Blade          | 1999        | Да          | 3DO      |
| Heroes of Might and Magic III: The Shadow of Death         | 2000        | Да          | 3DO      |
| Might and Magic VIII: Day of the Destroyer                 | 2000        | Да          | 3DO      |
| Arcomage                                                   | 2000        | Да          | 3DO      |
| Heroes Chronicles: Warlords of the Wastelands              | 2000        | Да          | 3DO      |
| Heroes Chronicles: Conquest of the Underworld              | 2000        | Да          | 3DO      |
| Heroes Chronicles: Masters of the Elements                 | 2000        | Да          | 3DO      |
| Heroes Chronicles: Clash of the Dragons                    | 2000        | Да          | 3DO      |
| Heroes Chronicles: The World Tree                          | 2000        | Да          | 3DO      |
| Heroes Chronicles: The Fiery Moon                          | 2000        | Да          | 3DO      |
| Heroes Chronicles: The Final Chapters                      | 2001        | Да          | 3DO      |
| Heroes of Might and Magic: Quest for the Dragon Bone Staff | 2001        | Да          | 3DO      |
| Legends of Might and Magic                                 | 2001        | Да          | 3DO      |
| Might and Magic IX: Writ of Fate                           | 2002        | Да          | 3DO      |
| Heroes of Might and Magic IV                               | 2002        | Да          | 3DO      |
| Heroes of Might and Magic IV: The Gathering Storm          | 2002        | Да          | 3DO      |
| Heroes of Might and Magic IV: Winds of War                 | 2003        | Да          | 3DO      |

### Замороженные или отменённые игры
- It Came from the Desert на Sega Mega Drive
- Heroes of Might and Magic 5 от NWC